# 浜渦章盛
浜渦 章盛（はまうず あきもり、1946年〈昭和21年〉3月13日 - 2011年〈平成23年〉8月14日）は、日本の声楽家、オペラ歌手、合唱指揮者、タレント。息子は作曲家の浜渦正志。

## 経歴
出生地は満洲国、出身地は高知県安芸郡北川村。
1970年、イタリア声楽コンコルソの金賞を受賞する。
1971年、大阪教育大学卒業後にミュンヘンに留学。
1973年に帰国後に「ローゼンビート」を創設、タレント活動を行う。
1980年代以降はメディア出演を控えて、後進の育成及び各地でのコンサート活動を中心に活動した。
晩年の病気のため、失明していた。
2011年8月14日、心不全のため死去。　

## 出演番組
- テレビ
  - ワイドショー今（よみうりテレビ）
- ラジオ
  - おはよう!浜渦章盛です（MBSラジオ、1977年4月4日 - 1979年3月30日）[4]
  - 浜渦章盛のさわやかジョッキー（MBSラジオ、1978年4月1日 - 1981年6月27日）[5]